# 센트럴 부두

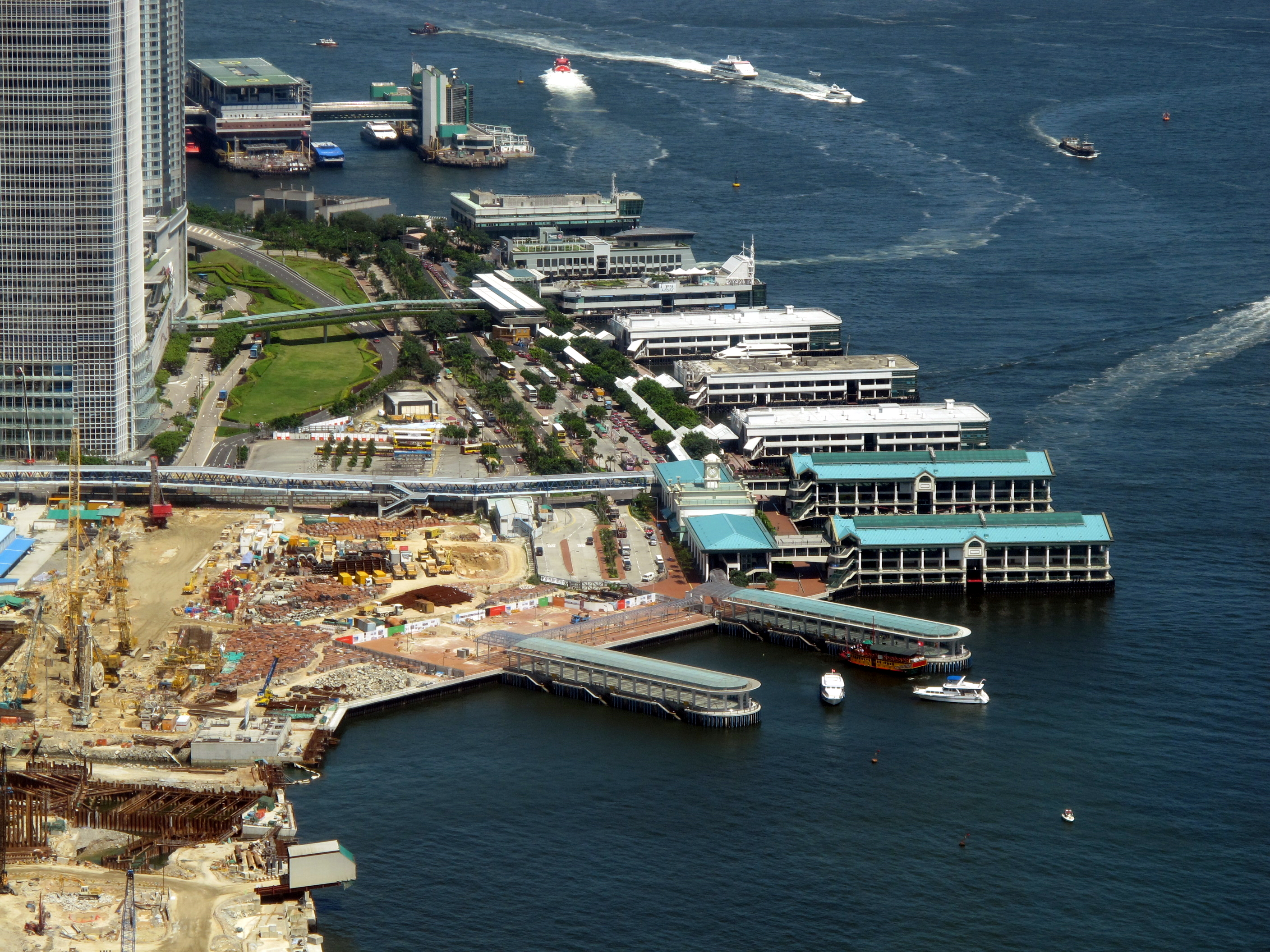
2010년 7월에 촬영한 센트럴 부두

센트럴 페리 부두(Central Ferry Piers, 中環碼頭)는 홍콩 홍콩섬 센트럴 북부에 있는 부두다.

## 목적지 및 용도
- 1번 부두: 홍콩 시당국 전용
- 2번 부두: 마완
- 3번 부두: 위깅완
- 4번 부두: 라마섬
- 5번 부두: 청차우섬

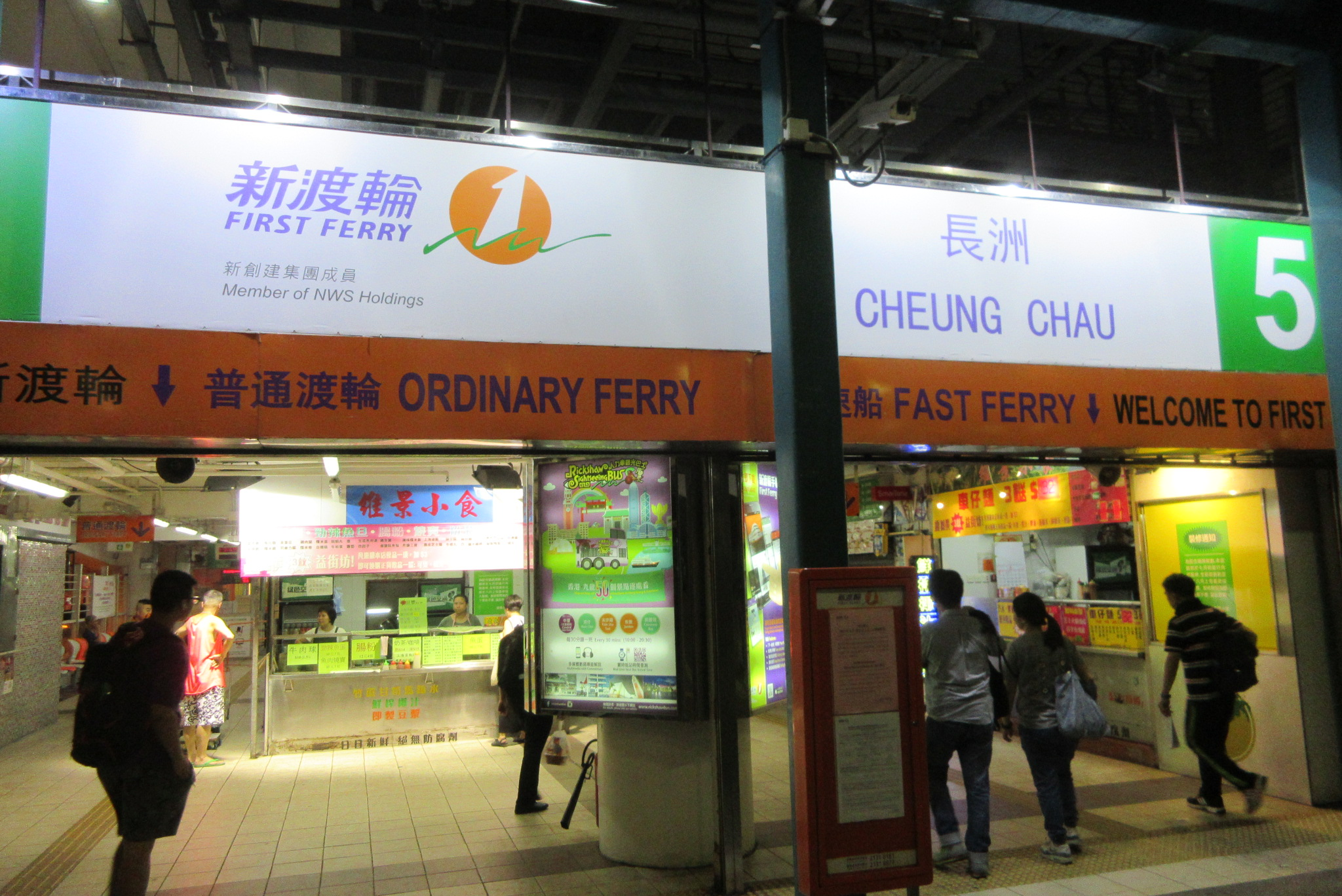
청차우섬행 5번 부두(2017년 촬영)

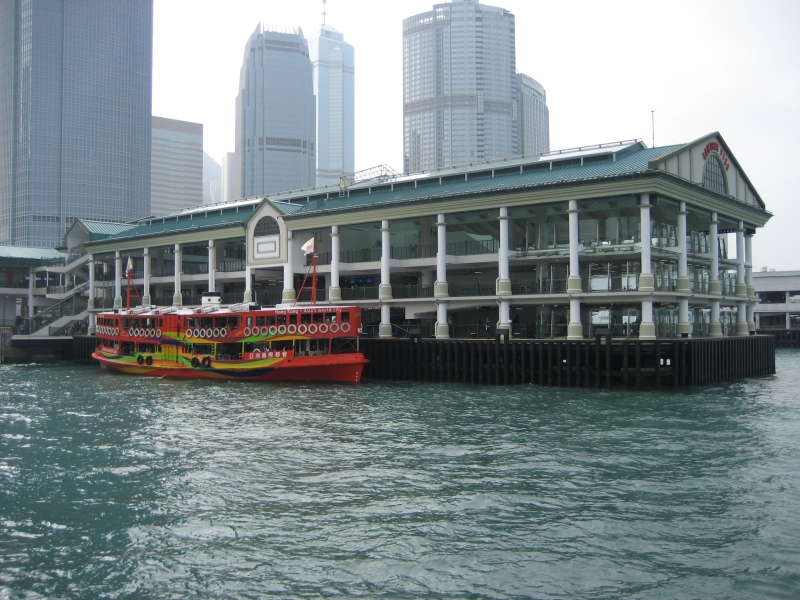
센트럴 부두의 핵심 부두들 중 하나인 첨사저행 7번 부두(2006년 11월 촬영)

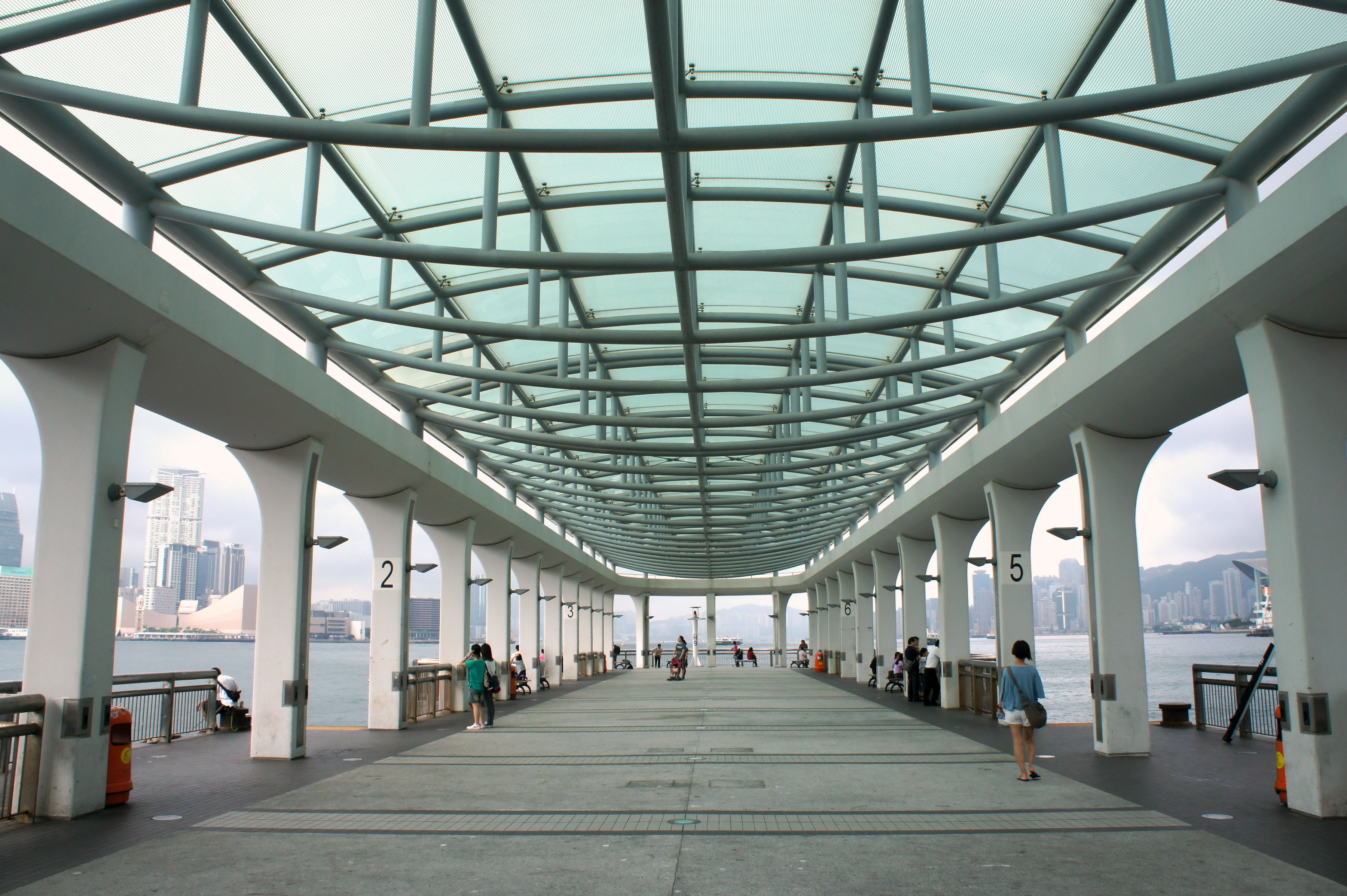
9번 부두(2012년 5월 촬영)

- 6번 부두: 펑차우섬(서쪽 부두), 무이우(Mui Wo, 동쪽 부두)
- 7번 부두: 첨사저행 스타 페리
- 8번 부두: 홍콩해사박물관 및 홍함행 포춘페리
- 9,10번 부두: 공중 용도